# 弁護士といっしょです
『弁護士といっしょです』（べんごしといっしょです）は、テレビ朝日で2018年4月22日（21日深夜）から9月30日（29日深夜）まで放送されていたバラエティ番組である。

## 概要
本番組は、弁護士とタッグを組んだ上で、世の中で気になっているが怪しいサービスや商品、求人などの実態に関して、徹底的に調査するといった内容である。

## 出演者
MC
- 今田耕司
- 指原莉乃

進行
- 田上嘉一（弁護士ドットコム）
- 井澤健太朗（テレビ朝日アナウンサー）

## スタッフ
- ナレーター：増谷康紀、松山鷹志、寺瀬今日子
- 構成：鈴木おさむ、小杉四駆郎、樅野太紀、平岡達哉
- カメラ：田島実一郎
- 美術進行：亀井直子（テレビ朝日クリエイト）
- 小道具：石井琢也
- ヘアメイク：川口カツラ店
- 編集：島田金治、藤河優（AZABU PLAZA）
- MA：浅井佑人（麻布プラザ）
- 音効：上島光央（ラビットムーンオフィス）
- TK：中里優子（M&M）
- 制作協力：吉本興業
- 宣伝：尾木実愛（テレビ朝日）
- デスク：北谷みづき
- 編成：沼田真明、芝高啓介、山崎陽弘（共にテレビ朝日）
- 衣装協力：gangle
- 監修協力：弁護士ドットコム
- 制作スタッフ：岡本英樹、榛葉崇太、仲宗根蓮、三田村淳恵、荒堀舞、小林優太、工藤千賀、初沢奈保子
- ディレクター：新谷洋介、齋藤慎一郎、宮川剛史、小石重蔵、藤田豊平、秋山真彦
- チーフディレクター：嶋中一人
- プロデューサー：佐々木聡、中田美津子（共によしもとクリエイティブ・エージェンシー）、杉山宏道（K-ten）
- ゼネラルプロデューサー：本部純（テレビ朝日）
- 制作著作：テレビ朝日

### 過去のスタッフ
- 編成：小鴨翔、篠宮康希（共にテレビ朝日）
- プロデューサー・ディレクター：三浦靖雄（テレビ朝日）

## ネット局
| 放送対象地域 | 放送局         | 系列           | 放送日時                     | 放送開始日    | 備考       |
| ------------ | -------------- | -------------- | ---------------------------- | ------------- | ---------- |
| 関東広域圏   | テレビ朝日     | テレビ朝日系列 | 日曜 1:30 - 2:00（土曜深夜） | 2018年4月22日 | 制作局     |
| 長野県       | 長野朝日放送   | テレビ朝日系列 | 日曜 2:05 - 2:35（土曜深夜） | 2018年5月6日  | 遅れネット |
| 愛媛県       | 愛媛朝日テレビ | テレビ朝日系列 | 水曜 1:50 - 2:20（火曜深夜） | 2018年5月9日  | 遅れネット |
| 青森県       | 青森朝日放送   | テレビ朝日系列 | 木曜 0:45 - 1:15（水曜深夜） | 2018年5月10日 | 遅れネット |